# Norwich (stacja kolejowa)
Norwich – stacja kolejowa w Norwich, w hrabstwie Norfolk, w Anglii (Wielka Brytania). Stacja jest terminalem końcowym linii Great Eastern Main Line z London Liverpool Street. Jest również stacją końcową linii z Ely, Sheringham, Great Yarmouth i Lowestoft. Znajdują się tu 3 perony.
Przewoźnikiem zarządzającym stacją jest National Express East Anglia. Ponadto zatrzymują się na niej pociągi firmy East Midlands Trains.

## Historia
W jednym okresie były trzy stacje kolejowe w Norwich. Norwich Thorpe, która obecnie nosi nazwę stacji Norwich, Norwich Victoria, którą niegdyś obsługiwała pociągu z Londynu, jak również pociągi towarowe przed rozbiórką, a Norwich City, która obsługiwała Midland and Great Northern Joint Railway z Melton Constable.
W 1874 pomiędzy Norwich a Brundall wydarzyła się największa katastrofa kolejowa w historii wschodniej Anglii. Bilans ofiar wyniósł 24 osoby.

## Połączenia
- Cambridge
- Great Yarmouth
- Ipswich
- London Liverpool Street
- Lowestoft
- Manchester Piccadilly
- Nottingham
- Sheffield
- Sheringham